# Tsunami Bomb
Tsunami Bomb é uma banda de punk rock estadunidense, formada na cidade de Petaluma, Califórnia em 1998. A banda esteve ativa de 1998 a 2005, quando se separou. No final de 2015 a banda se reuniu novamente, continuando na ativa até hoje.
Em 2017, a revista Rolling Stone ranqueou o álbum "The Ultimate Escape" na posição #31 da sua lista dos "Top 50 Pop-Punk álbums de todos os tempos".

## História
O Tsunami Bomb nasceu na Califórnia, em 1998, formado pelo baixista Dominic Davi. A ele juntaram-se a voz marcante de Emily Whitehurst (também conhecida como "Agent M"), o guitarrista Mike Griffen e o baterista Gabe Lindeman.
O primeiro período de atividade do Tsunami Bomb conta com apenas dois álbuns de estúdio (The Ultimate Escape, de 2002, e The Definitive Act, de 2004), que foram gravados depois de muito tempo lançando apenas EPs e fazendo exaustivas turnês.
Destes álbuns, destaca-se a faixa "The Invasion from Within!", lançada no EP homônimo de 2001, que fez parte da trilha-sonora do jogo eletrônico de RPG "Disgaea: Hour of Darkness", do Playstation 2.
Cerca de um ano depois do lançamento do álbum "The Definitive Act", a banda encerrou as atividades.
Em 17 de janeiro de 2009, a banda se reuniu para realizar um show beneficente em sua cidade natal (Petaluma, Califórnia), no Phoenix Theatre, com o objetivo de arrecadar fundos para ajudar Liz Beidelman (baterista da banda Luckie Strike), que estava lutando contra um câncer de cérebro.
No final de 2015, a banda anunciou que estava retornando as atividades com a formação original, exceto pelo vocal da "Agent M", que seria substituída por Kate Jacobi.
Em 2016, o selo Kung Fu Records lançou uma coletânea com "músicas perdidas" da banda (ou seja, músicas raras e produções da época anterior à do grupo na gravadora), intitulado "Trust No One".

## Membros

### Formação Atual
- Kate Jacobi — vocais (2015-presente)
- Gabriel Lindeman — baterias (1999-2005, 2015-presente)
- Oobliette Sparks — Teclados (1998-2001, 2015-presente)
- Dominic Davi — baixo (1998-2003, 2015-presente)
- Brian Plink — guitarras (1998-2000, 2015-presente)

### Ex-Membros
- Emily "Agent M" Whitehurst — vocais (1998-2005)
- Kristin McRory — vocais (1998)
- Tim Chaddick — guitarra (1998)
- Rob Read — baterias (1998-1999)
- Mike Griffen — guitarra (2000-2004)
- Matt McKenzie — baixo (2003-2005)
- Jay Northington — guitarra (2004-2005)

## Discografia
| EPs - 1999 - B-Movie Queens - 1999 - Mayhem on the High Seas - 2001 - The Invasion from Within! - 2004 - Prologue Albuns de Estúdio - 2002 - The Ultimate Escape - 2004 - The Definitive Act Singles - 2002 - Take the Reins DVDs - 2002 - Take the Reins - 2005 - Live at the Glasshouse Coletâneas - 2016 - Trust No One | Participações em Outros Projetos - 1997 - Punk Rock Strike - 2000 - You Call This Music?! Volume 1 - 2001 - Warped Tour 2001 Tour Compilation - 2002 - Punk Rock Is Your Friend: Kung Fu Records Sampler - 2002 - Warped Tour 2002 Tour Compilation - 2003 - Warped Tour 2003 Tour Compilation - 2003 - Punk Rock is Your Friend: Kung Fu Records Sampler No. 4 - 2003 - The Rocky Horror Punk Rock Show - 2004 - Punk Rock is Your Friend: Kung Fu Records Sampler No. 5 - 2004 - The Razor - Vol. 10 - 2005 - Warped Tour 2005 Tour Compilation - 2005 - Punk Rock is Your Friend: Kung Fu Records Sampler No. 6 |

### Desempenho nas Paradas Musicais
| Álbum              | Parada Musical               | Quando               | Desempenho | Ref.  |
| ------------------ | ---------------------------- | -------------------- | ---------- | ----- |
| The Definitive Act | Billboard Heatseekers Albums | 9 de Outubro de 2004 | 44         | [ 7 ] |
| The Definitive Act | Billboard Independent Albums | 9 de Outubro de 2004 | 39         | [ 8 ] |